# 辛志英
辛志英（1933年—2020年2月24日），湖北松滋人，中华人民共和国治水工作者，荆江分洪工程一期建设者、原松滋市米积台镇副镇长，第三、四、五届全国人大代表，被誉为“荆江铁女”。

## 生平
1952年在荆江分洪工程中，创造出“鹞子翻身碎石法”，成倍提高了碎石效率。同年获全国特等劳动模范。